# Didier Marien
 (février 2016).
Didier Marien, diplômé de l’École des Gobelins en 1981 en photographie et antiquaire depuis 1987 est connu sur le marché mondial en tant que designer et expert de tapis et tapisserie. Il est membre de la Chambre européenne des experts-conseil en œuvres d’art (CECOA).

## Biographie
En 1995 il rachète la Galerie Boccara, et développe celle-ci en particulier en constituant une collection de tapisserie moderne et en développant une ligne de tapis contemporains en soie haut de gamme.
En 2000 il crée Boccara Design et développe une ligne de tapis d’artistes. Depuis lors il a ouvert différentes galeries à New York, Londres et Paris. Didier Marien fut aussi un des premiers marchands français à ouvrir une galerie à Moscou en 2005. 
Parmi les artistes représentés se trouvent Geneviève Claisse, Auguste Herbin, , Emile Gilioli, Ipoustéguy, Wang Keping ou encore le street artiste JonOne.
Didier Marien a collaboré avec des fondations ou artistes (Genevieve Claisse, Antonio Segui, Auguste Herbin). Sa longue collaboration avec la Fondation Gleizes a donné lieu à une série importante de tapis et tapisseries Albert Gleizes. 
Didier Marien s'est associé au street artiste JonOne pour la création d'une série de tapis street art.
Il a développé une collection de tapis haut de gamme en soie naturelle, noués main, dans la tradition française sous l’appellation de « Boccara Design ».